# Villeneuve (ancienne circonscription fédérale)
Pour les articles homonymes, voir Villeneuve.
Villeneuve fut une circonscription électorale fédérale de la région d'Abitibi-Témiscamingue au Québec. Elle fut représentée de 1949 à 1979.
La circonscription a été créée en 1947 avec une partie de la circonscription de Pontiac. Abolie en 1976, elle fut redistribuée parmi les circonscriptions d'Abitibi et de Témiscamingue.

## Géographie
En 1966, la circonscription de Villeneuve comprenait:
- Les villes de Barville, Bourlamaque, Cadillac, Chapais, Chibougamau, Lebel-sur-Quévillon, Malartic, Senneterre et Val-d'Or
- Une partie du comté d'Abitibi
- Une partie du comté de Témiscamingue

## Députés

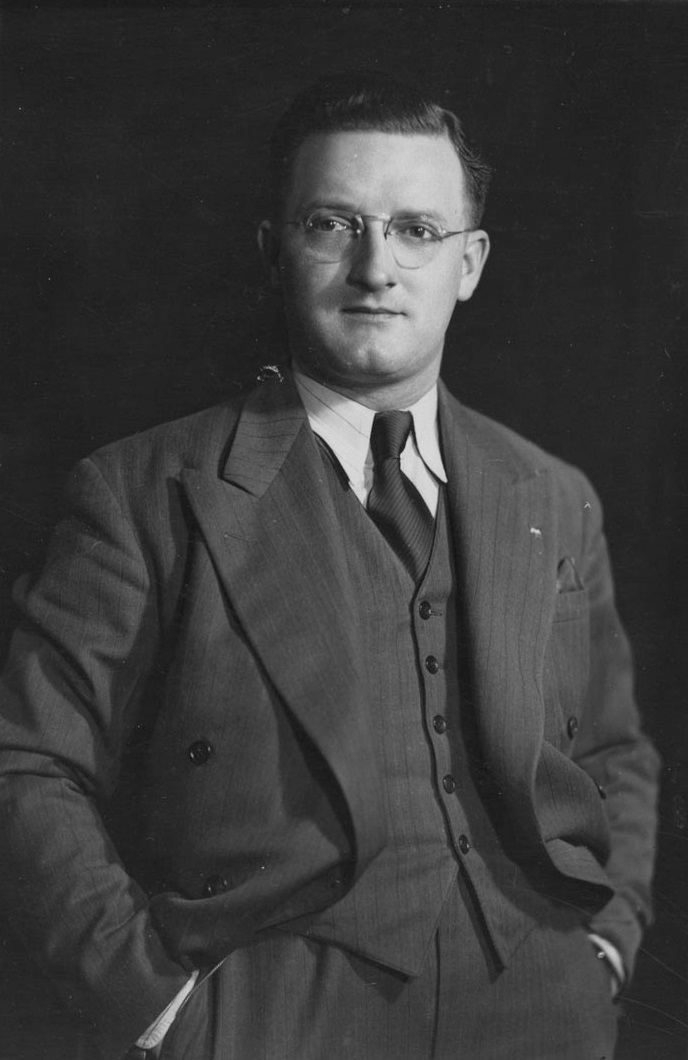
Real Caouette est député de 1962 à 1968 de Villeneuve

1. 1949-1962 — Armand Dumas, PLC
2. 1962-1968 — Réal Caouette, CS
3. 1968-1974 — Oza Tétrault, CS
4. 1974-1979 — Armand Caouette, CS

- CS  = Crédit social
- PLC = Parti libéral du Canada